# Thức uống

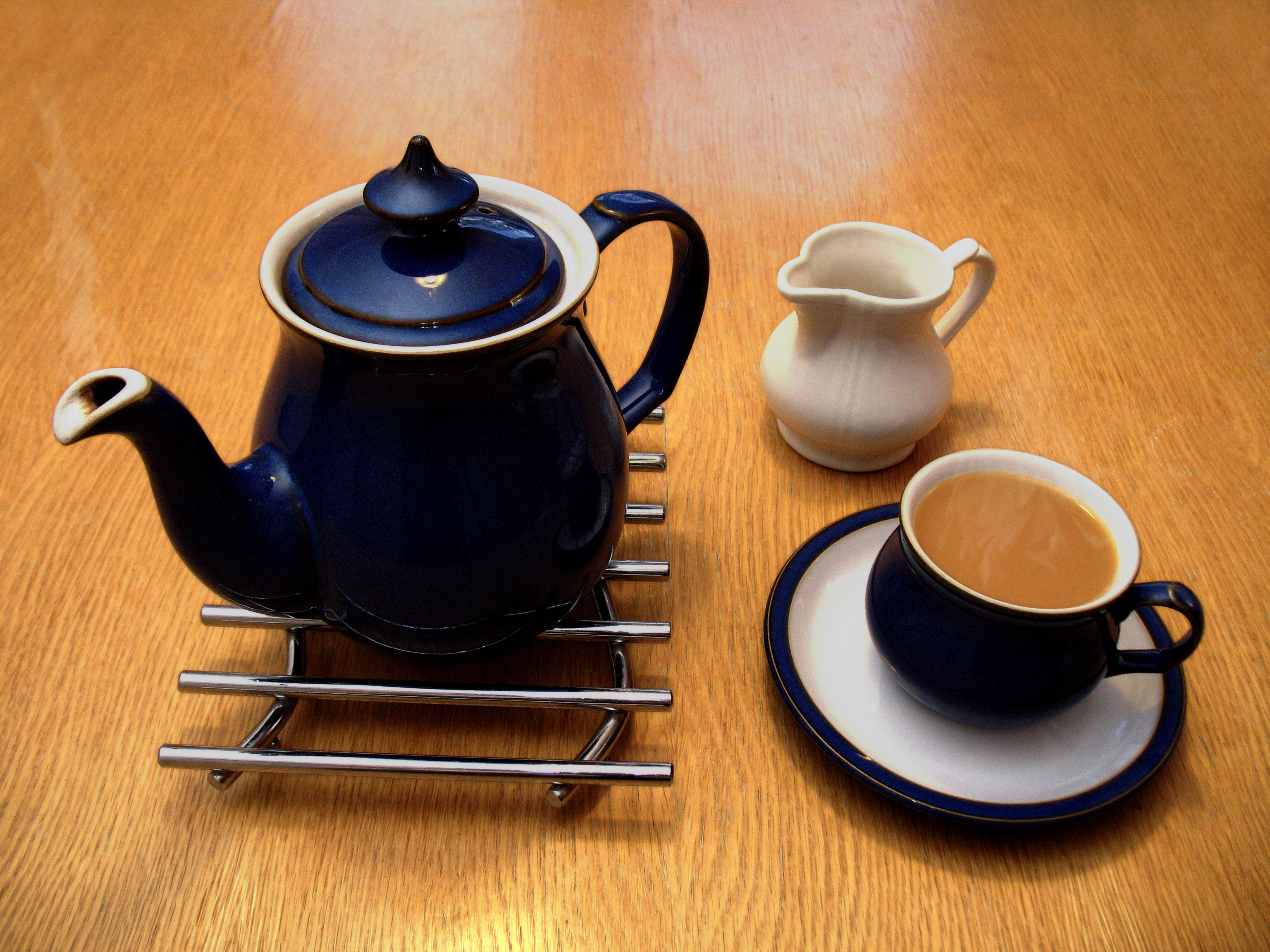
Trà là thức uống được tiêu thụ nhiều thứ hai (sau nước) trên thế giới

Thức uống hay đồ uống là một loại chất lỏng được đặc biệt chế biến để con người có thể tiêu thụ, có tác dụng giải nhiệt và giải khát. Thức uống đóng vai trò quan trọng trong văn hóa của con người. Các loại thức uống phổ biến gồm nước uống, nước khoáng (nước suối),  sữa, cà phê, trà, sô-cô-la nóng, nước sinh tố và nước ngọt. Ngoài ra, thức uống có cồn như rượu, bia và rượu chưng cất có chứa chất ethanol là một phần của văn hóa của con người trong hơn 8.000 năm.
Thức uống không có cồn có thể chỉ loại thức uống có chứa cồn, chẳng hạn như bia và rượu vang, nhưng những loại thức uống này chỉ chứa dưới 5% độ cồn theo thể tích. thức uống không cồn còn bao gồm các loại thức uống đã trải qua quá trình loại bỏ cồn như bia không cồn và rượu đã được khử cồn. 

## Về khái niệm sinh học
Khi cơ thể con người bị mất nước, nó trải qua cảm giác khát. Cảm giác thèm chất lỏng này dẫn đến nhu cầu cần phải uống theo bản năng. Cơn khát được điều hòa bởi vùng dưới đồi để đáp ứng với những thay đổi tinh tế của mức điện giải trong cơ thể, và cũng là kết quả của sự thay đổi trong thể tích máu lưu thông. Việc loại bỏ hoàn toàn đồ uống, nghĩa là nước, khỏi cơ thể sẽ dẫn đến cái chết nhanh hơn so với việc loại bỏ bất kỳ chất nào khác. Nước và sữa là những thức uống cơ bản của con người trong suốt lịch sử. Nước rất cần thiết cho sự sống nhưng nó cũng là chất có chứa nhiều loại bệnh khác nhau.
Trong quá trình phát triển của xã hội, con người đã phát hiện được các kỹ thuật để tạo ra đồ uống có cồn từ các loài thực vật có sẵn ở các khu vực khác nhau. Bằng chứng khảo cổ sớm nhất về sản xuất rượu vang được tìm thấy tại các địa điểm ở Gruzia (6000 năm trước Công Nguyên)  và Iran (5000 năm trước Công Nguyên). Bia đã xuất hiện từ thời đại đồ đá mới ở Châu Âu từ 3000 năm trước Công Nguyên và chủ yếu được sản xuất ở quy mô nội địa. Có giả thuyết cho rằng sự phát minh ra bia (và bánh mì) đã làm thay đổi nhận thức của con người và từ đó mà nhân loại có thể phát triển công nghệ và xây dựng nền văn minh của mình, tuy nhiên vẫn còn nhiều tranh cãi xoay quanh giả thuyết này. Còn trà có nguồn gốc từ Vân Nam, Trung Quốc và nó xuất hiện vào thời nhà Thương (trong giai đoạn từ năm 1500 trước Công Nguyên cho đến năm 1046 trước Công Nguyên), thời điểm này trà được xem là một loại dược liệu.

## Lịch sử

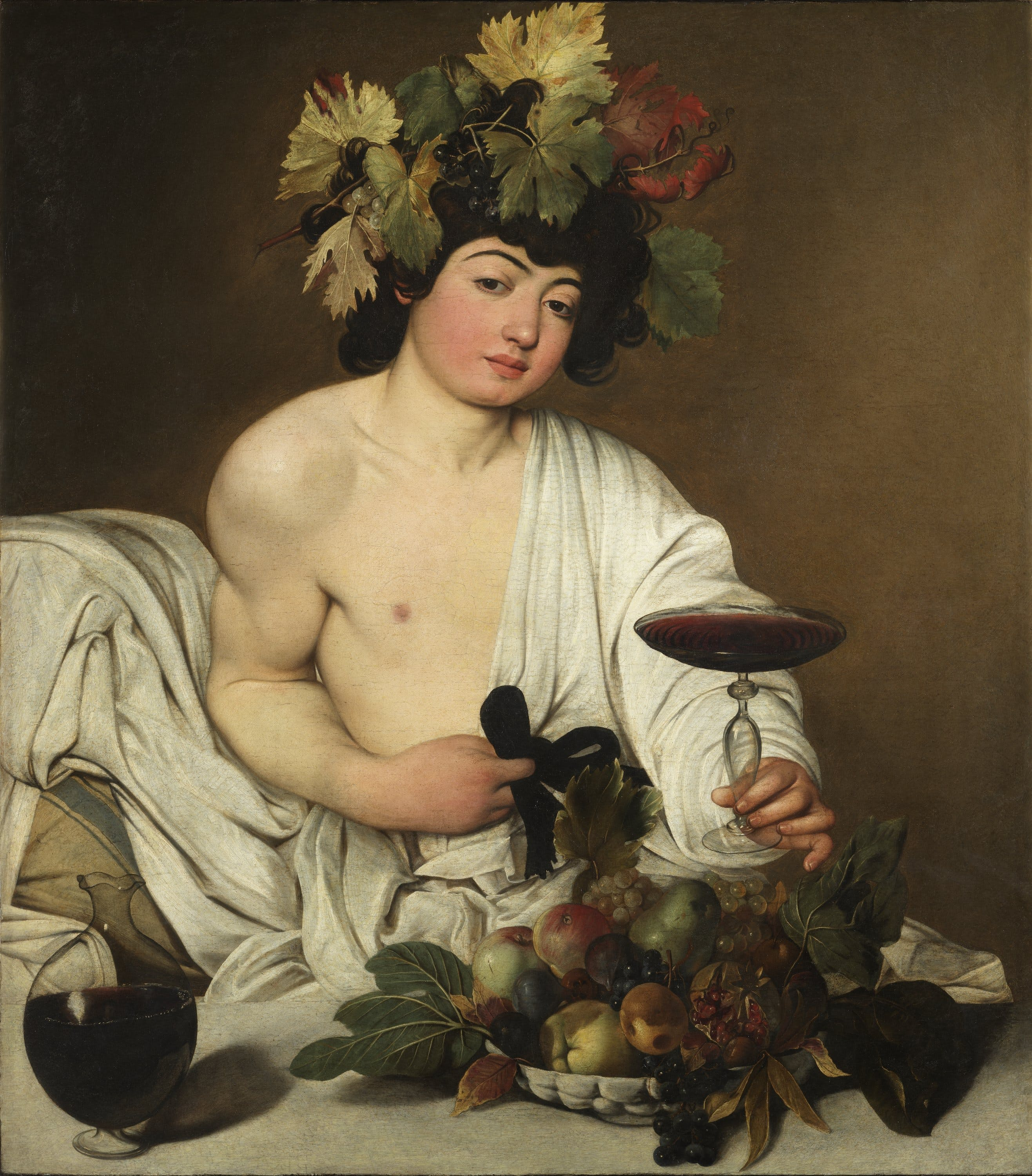
Tranh vẽ của họa sĩ Caravagio mô tả một người hóa trang thành thần Bacchus

Văn hóa uống có một vai trò to lớn trong văn hóa giao tiếp của con người trong suốt nhiều thế kỷ. Ở Hy Lạp cổ đại, một cuộc gặp mặt xã giao với mục đích uống rượu được biết đến với tên gọi là tiệc rượu đêm, ở những buổi tiệc như thế này, mọi người sẽ cùng nhau uống những ly rượu được pha với nước. Mục đích của các buổi tiệc này thường là để tổ chức các cuộc thảo luận nghiêm túc hoặc đơn giản là tìm đến sự khoái lạc. Ở La Mã cổ đại, một khái niệm tương tự về một bữa tiệc cũng xuất hiện thường xuyên trong văn hóa giao tiếp của họ.
Nhiều xã hội thuở sơ khai xem rượu là một món quà từ các vị thần, dẫn đến việc con người thời đó nghĩ ra những vị thần như Dionysos. Các tôn giáo khác thì lại cấm, không khuyến khích hoặc hạn chế đồ uống có cồn vì nhiều lý do khác nhau.
Lời chúc rượu là một cách để tôn vinh một người nào đó hoặc cho thấy thiện chí của mình thông qua việc uống rượu. Một truyền thống khác chính là chiếc cốc yêu thương, được sử dụng trong đám cưới hoặc các lễ kỷ niệm khác như chiến thắng trong một trận đấu thể thao; một nhóm người sẽ cùng uống trong một chiếc thùng lớn cho đến khi cạn thì thôi.

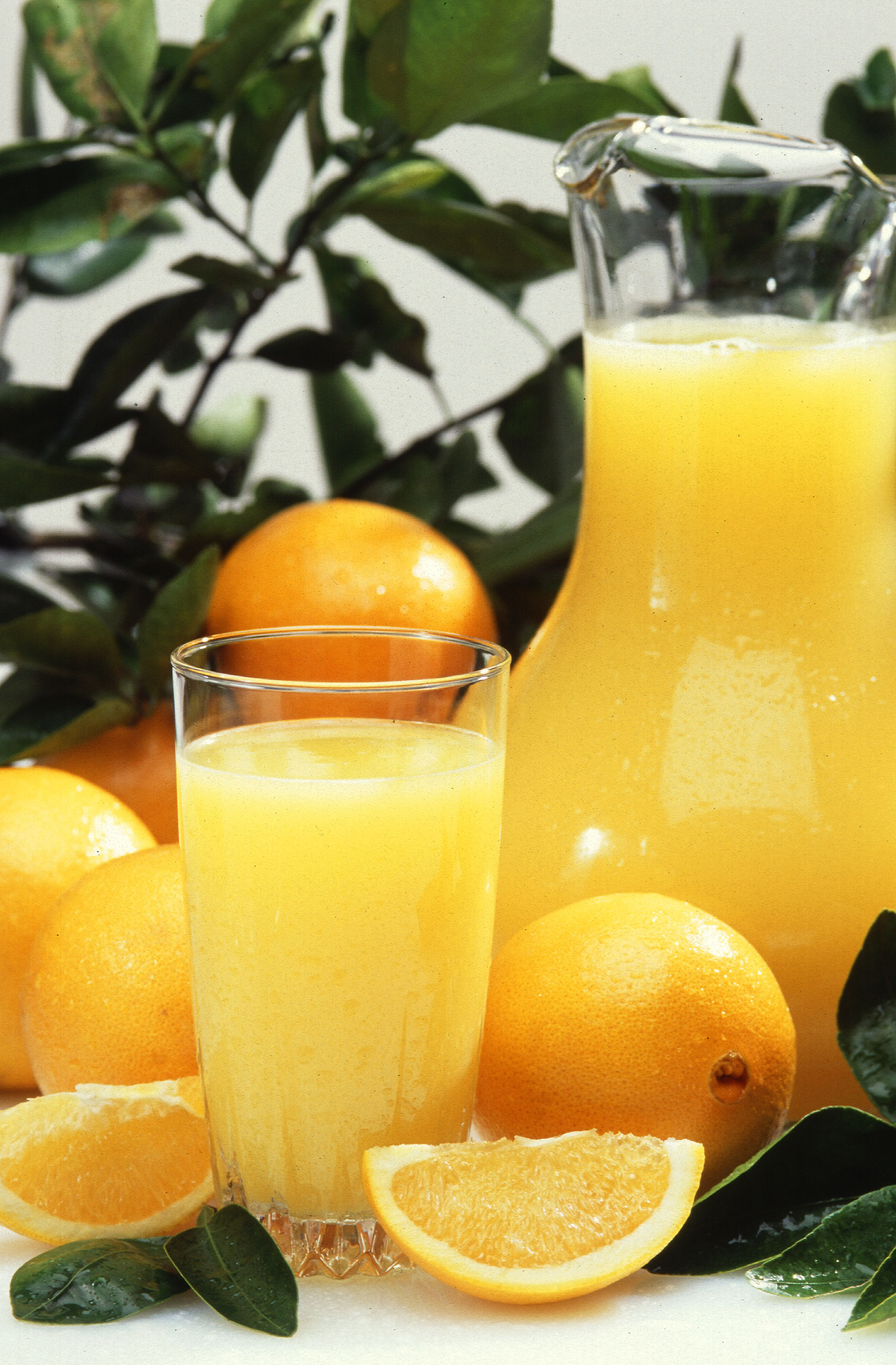
Nước cam vắt

Ở Đông Phi và Yemen, cà phê được sử dụng trong các nghi lễ tôn giáo bản địa. Khi các nghi lễ này mâu thuẫn với những đức tin của nhà thờ Kitô giáo, Giáo hội Ethiopia đã ngăn cấm việc uống cà phê cho đến thời trị vì của Hoàng đế Menelik II. Đồ uống này cũng bị cấm ở Thổ Nhĩ Kỳ dưới triều đại của Ottoman vào thế kỷ 17 vì lý do chính trị bởi họ cho rằng cà phê có liên quan đến các hoạt động chính trị nổi loạn ở châu Âu.